# Arrondissement Aix-en-Provence
Aix-en-Provence is een arrondissement van het Franse departement Bouches-du-Rhône in de regio Provence-Alpes-Côte d'Azur. De onderprefectuur is Aix-en-Provence.

## Kantons
Het arrondissement was tot 2014 samengesteld uit de volgende kantons:
- Kanton Aix-en-Provence-Centre
- Kanton Aix-en-Provence-Nord-Est
- Kanton Aix-en-Provence-Sud-Ouest
- Kanton Gardanne
- Kanton Lambesc
- Kanton Pélissanne
- Kanton Les Pennes-Mirabeau
- Kanton Peyrolles-en-Provence
- Kanton Salon-de-Provence
- Kanton Trets

Na de herindeling van de kantons door het decreet van 27 februari 2014, met uitwerking op 22 maart 2015, omvat het volgende kantons:
- Kanton Aix-en-Provence-1
- Kanton Aix-en-Provence-2
- Kanton Berre-l'Étang  ( deel 6/9 )
- Kanton Gardanne
- Kanton Pélissanne  ( deel 10/13 )
- Kanton Salon-de-Provence-1 ( deel 1/14 )
- Kanton Salon-de-Provence-2
- Kanton Trets
- Kanton Vitrolles  ( deel 2/4 )